# Araeognatha costipannosa
Araeognatha costipannosa är en fjärilsart som beskrevs av Moore 1882. Araeognatha costipannosa ingår i släktet Araeognatha och familjen nattflyn. Inga underarter finns listade i Catalogue of Life.